# Albert Nitschke
Albert Nitschke (* 20. Januar 1835; † ?) war Bürgermeister, Brauereidirektor und Mitglied des Deutschen Reichstags.

## Leben
Nitschke besuchte das evangelische Gymnasium in Glogau und studierte Rechtswissenschaften an den Universitäten in Bonn und Breslau. Nach zurückgelegter praktischer juristischer Ausbildung war er von 1862 bis 1866 Stadtrat in Brieg und von 1866 bis 1869 Bürgermeister in Grünberg in Schlesien. Danach war er Brauereidirektor in Koppen.
Nitschke war Mitglied des Provinziallandtags und der Provinzialsynode der Provinz Schlesien.
Von 1878 bis 1879 war er Mitglied des Deutschen Reichstags für den Wahlkreis Breslau 4 (Brieg, Namslau) und die Nationalliberale Partei. Er legte dieses Mandat am 31. Januar 1879 nieder.